# 黛比·弗格森-麦肯齐
黛比·弗格森-麦肯齐（英語：Debbie Ferguson-McKenzie，1976年1月16日—），巴哈马女子田径运动员。她曾代表巴哈马参加1996年、2000年、2004年、2008年和2012年夏季奥林匹克运动会田径比赛，获得一枚金牌、一枚银牌和一枚铜牌。